# Sergei Bagapsh
Sergei Uasyl-ipa Bagapsh (tiếng Abkhazia: Сергеи Уасыл-иҧа Багаҧшь, 4 tháng 3 năm 1949 – 29 tháng 5 năm 2011) là Tổng thống thứ hai của nước Cộng hòa Abkhazia. Ông đã giữ chức Thủ tướng Chính phủ giai đoạn 1997–1999 và sau này được bầu làm Tổng thống vào năm 2005. Ông tái đắc cử trong cuộc bầu cử tổng thống năm 2009. Ông mất ở tuổi 62 do các biến chứng của phẫu thuật.

## Cuộc đời và sự nghiệp
Sergei Bagapsh sinh ngày 04 tháng 3 năm 1949 tại Sukhumi, khi ấy thuộc Cộng hòa Xã hội Chủ nghĩa Gruzia. Trong suốt phần lớn cuộc đời của mình, ông sống ở Abkhazia. Thời trai trẻ, Bagapsh đã là một thành viên của đội bóng rổ của Georgia. Bagapsh tốt nghiệp Đại học Nhà nước Gruzia Nông nghiệp cận nhiệt đới ở Sukhumi. Vừa đi học, ông vừa đi làm, ban đầu là trong một hợp tác xã rượu vang, và sau đó làm bảo vệ cho ngân hàng nhà nước. Năm 1972, ông hoàn thành nghĩa vụ quân sự, làm việc với chức người đứng đầu của một sovkhoz sau đó ông trở thành người chỉ đạo các ủy ban khu vực Abkhazia của Komsomol. Năm 1978, Bagapsh làm trưởng ban thông tin của Komsomol ở Gruzia; và vào năm 1980, lần đầu tiên thành bí thư ủy ban khu vực Abkhazian. Năm 1982, Sergei Bagapsh đã trở thành bí thư huyện ủy Ochamchira. Sau khi chủ nghĩa xã hội ở Liên Xô sụp đổ, Bagapsh đã trở thành một doanh nhân và đại diện của chính phủ Abkhazia tại Moskva.
Ngày 29 tháng 4 năm 1997, Sergei Bagapsh đã được bổ nhiệm làm Thủ tướng của Abkhazia.